# Wit Sulimirski

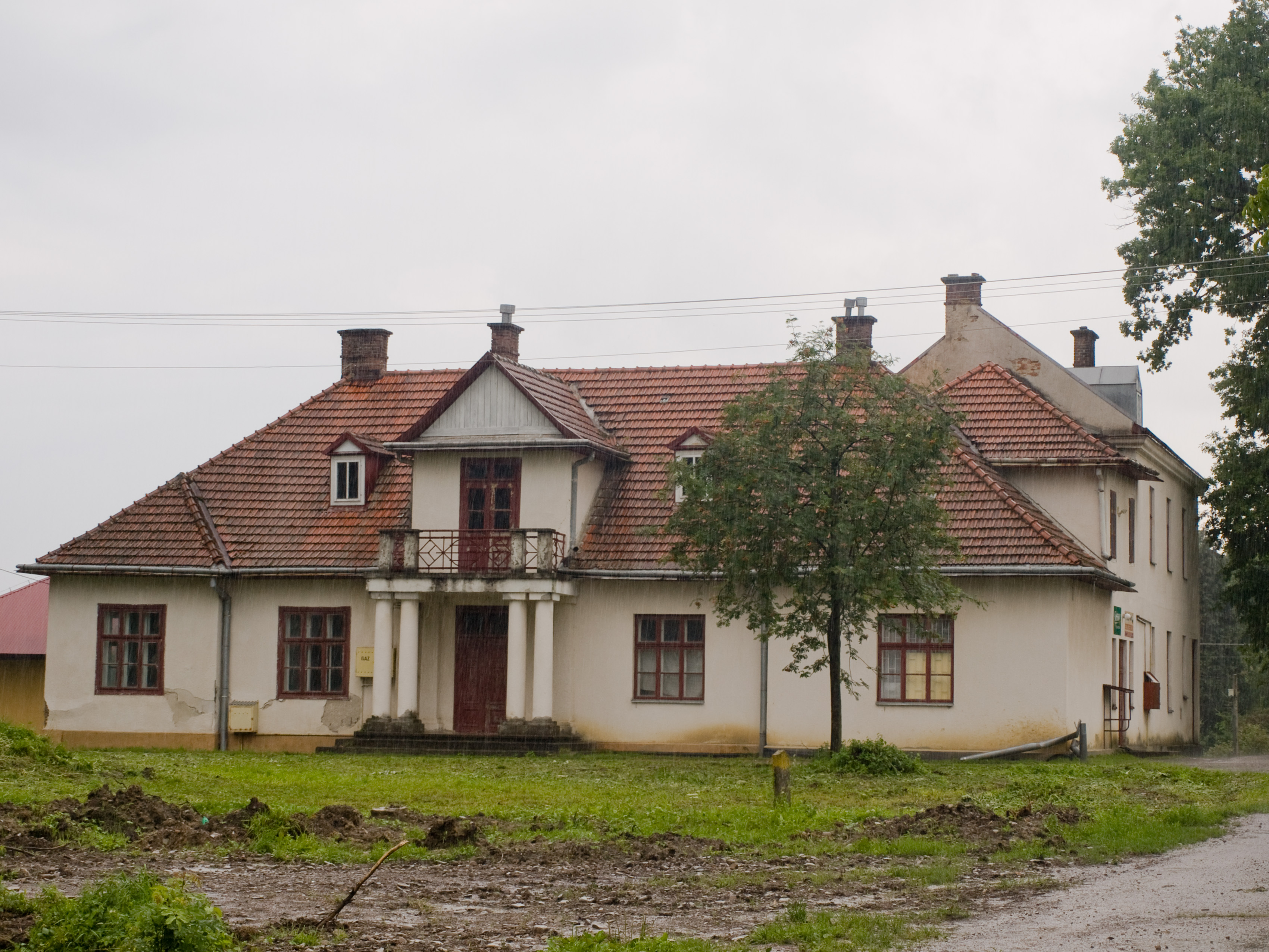
Dwór Sulimirskich w Kobylanach

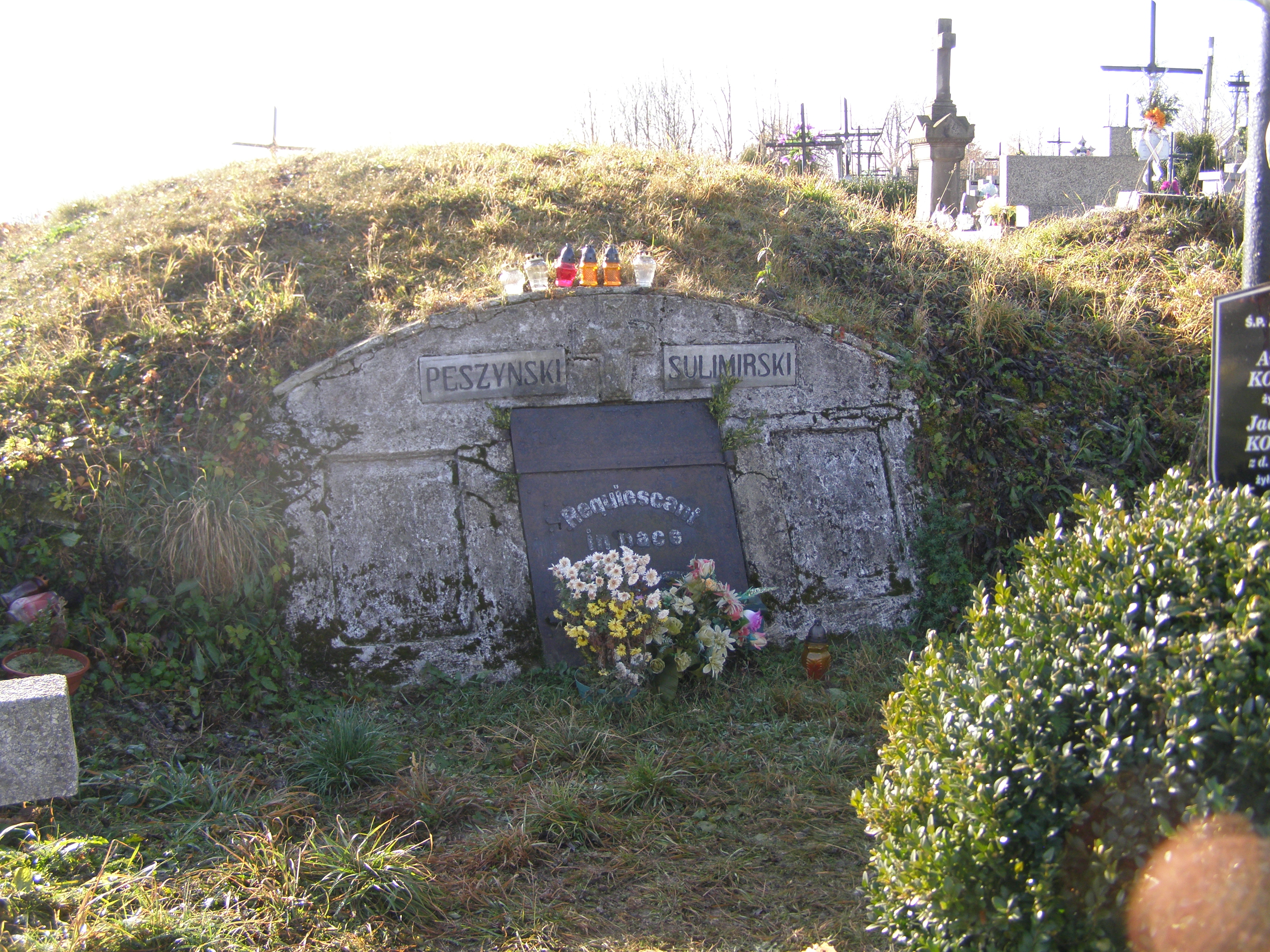
Grobowiec rodzin Peszyńskich i Sulimirskich w Kobylanach

Wit Sulimirski h. Lubicz (ur. 10 października 1874 w Słotwinie, zm. 11 kwietnia 1943 w Kobylanach) – polski inżynier górnictwa, przemysłowiec, major piechoty Wojska Polskiego.

## Życiorys
Urodził się w rodzinie Józefa Jana Sulimirskiego h. Lubicz (1839–1910) i Bolesławy z Rogoyskich h. Brochwicz (1840–1881). Był bratem Tadeusza Sulimirskiego. Po ukończeniu gimnazjum realnego we Lwowie wyjechał do Grazu, gdzie studiował w Akademii Handlu i Przemysłu. Po złożeniu egzaminu końcowego w 1895 znalazł się w Wiernym, gdzie był słuchaczem szkoły wiertniczej. Po powrocie do Lwowa zaangażował się w działalność Klubu Demokratycznego, którego został prezesem w 1912. 
Po wybuchu I wojny światowej został wcielony do cesarskiej i królewskiej armii, został pojmany przez Rosjan i uwięziony. W 1916 zbiegł z obozu jenieckiego i powrócił do Lwowa. Walczył w obronie Lwowa podczas wojny polsko-ukraińskiej jako dowódca „Grupy Sokół-Macierz”. Był organizatorem i komendantem Miejskiej Straży Obywatelskiej, organizacji cywilno-wojskowej stworzonej celem utrzymania ładu i bezpieczeństwa w oblężonym mieście, zrzeszającej ponad 6 tys. członków, a także organizatorem Ochotniczej Legii Kobiet. 12 czerwca 1919 roku został formalnie przyjęty do Wojska Polskiego z zatwierdzeniem posiadanego stopnia kapitana ze starszeństwem z dniem 1 listopada 1917 roku, z zaliczeniem do I Rezerwy armii, z jednoczesnym powołaniem do służby czynnej na czas wojny aż do demobilizacji. Po zakończeniu działań wojennych zweryfikowany w stopniu majora ze starszeństwem z dniem 1 czerwca 1919 roku i 34. lokatą w korpusie oficerów rezerwowych piechoty. Został przydzielony do 81 pułku piechoty w Grodnie: w 1923 jako oficer rezerwowy. W 1934 roku, jako oficer pospolitego ruszenia pozostawał w ewidencji Powiatowej Komendy Uzupełnień Lwów Miasto. Posiadał przydział do Oficerskiej Kadry Okręgowej Nr VI. Był wówczas „przewidziany do użycia w czasie wojny”.
Wit Sulimirski był właścicielem kopalni nafty „Kobylany”, ponadto aktywnie uczestniczył w życiu społecznym i gospodarczym. W 1929 został mianowany na urząd konsula honorowego Republiki Łotewskiej na obszar województw lwowskiego, stanisławowskiego, tarnopolskiego i wołyńskiego z siedzibą we Lwowie. Był prezesem Towarzystwa Ubezpieczeń od Wypadków, przewodniczył komisji rewizyjnej Zakładów Pensyjnych, prezesem Kasy Obrońców Lwowa, członkiem sekcji przemysłowej i wiceprezesem Izby Przemysłowo-Handlowej we Lwowie i tamtejszego Komitetu Obywatelskiego Targów Wschodnich, wiceprezesem Klubu Inteligencji, członkiem zwyczajnym Kasyna i Koła Literacko-Artystycznego we Lwowie. W wyborach samorządowych 1934 uzyskał mandat radnego Rady Miasta Lwowa z ramienia listy nr 1 (prorządowej). W wielu przedsiębiorstwach branży naftowej pełnił funkcje kierownicze lub zasiadał w radach nadzorczych m.in. Gazolina Sp. Akc.. był działaczem Centralnego Związku Przemysłowców we Lwowie. W połowie 1935 został zastępcą członka Okręgowej Komisji Wyborczej nr 70 we Lwowie przed wyborami parlamentarnymi w 1935.
Był żonaty z Oktawią (1877–1959), córką Tadeusza Peszyńskiego i wnuczką Tytusa Peszyńskiego, z którą miał czworo dzieci: Tadeusza (1898–1983), Witolda (1899–1920), podporucznika kawalerii Wojska Polskiego, Marię Jadwigę (1901–1972) zamężną z Kazimierzem Plisowskim i Oktawię (1904–1972) zamężną z Tadeuszem Wiatrem.
Jego bratanicą była Felicja Sulimirska, która służąc jako kurierka w obronie Lwowa, poniosła śmierć 22 listopada 1918.

## Ordery i odznaczenia
- Krzyż Oficerski Orderu Odrodzenia Polski (10 listopada 1928)[23][24]
- Krzyż Walecznych (dwukrotnie)[24]
- Złoty Krzyż Zasługi (10 listopada 1933)[25]
- Medal Niepodległości (9 listopada 1933)[26][13][27]
- Medal Pamiątkowy za Wojnę 1918–1921[24]